# De Haan
De Haan (Frans: Le Coq) is een plaats en gemeente in de provincie West-Vlaanderen, gelegen aan de Belgische kust. De gemeente telt ruim 12.000 inwoners (waarvan ongeveer 5.200 inwoners in de badplaats De Haan-Centrum, ongeveer 3.800 in de badplaats Wenduine en de rest in Klemskerke, Vosseslag, Harendijke en Vlissegem). Toerisme vormt een belangrijke bron van inkomsten in deze gemeente. 
De Heilige Monica (Sainte-Monique) is de beschermheilige van De Haan. Het waren vooral de Augustijnen en Augustinessen die de verering van deze Berberse heilige en moeder van Augustinus van Hippo ondersteunden. 
In tegenstelling tot de andere badplaatsen aan de Belgische kust is hoogbouw van meer dan vijf verdiepingen in De Haan-Centrum (plaatselijk beter bekend als de Concessie) verboden. De "concessie" is opgenomen in de lijst van de 50 mooiste dorpen van Vlaanderen.

## Geschiedenis
De Haan heeft zijn bloei te danken aan de tramlijn, die  tegenwoordig de Kusttram heet. Vanaf 1886 kwam de stoomtramlijn Oostende-Blankenberge er, via Bredene-Dorp en daarmee werd De Haan voor het eerst bereikbaar. Deze enkelsporige lijn werd later elektrisch en bestond tot 1955. In 1905 kwam de huidige dubbelsporige tramlijn via Bredene-Bad tot stand, die later elektrisch werd.

## Kernen
De Haan bestaat uit de deelgemeenten Klemskerke, Vlissegem en Wenduine. De dorpskern van Wenduine ligt zoals de concessie eveneens aan de kust. De oude landelijke dorpskernen van Klemskerke en Vlissegem liggen enkele kilometers landinwaarts. Het recentere centrum van de gemeente, De Haan-Centrum (IV), is geen aparte deelgemeente, maar ligt langs de kustlijn op het grondgebied van Klemskerke en Vlissegem en telt ruim 5100 inwoners. Op het grondgebied van Klemskerke ligt nog het gehucht Vosseslag (V) (d'Heye), waarvan de bebouwing verder loopt tot in Bredene. In het oosten van Wenduine ligt de kleine woonkern Harendijke (VI), die grenst aan de bebouwing rond buurgemeente Blankenberge.
| # | Naam           | Opp. (km²) | Inwoners (2020) | Inwoners per km² | NIS-code |
| - | -------------- | ---------- | --------------- | ---------------- | -------- |
| 1 | Klemskerke (I) | 20,42      | 6.544           | 320              | 35029A   |
| 2 | Vlissegem (II) | 16,71      | 2.098           | 126              | 35029B   |
| 3 | Wenduine (III) | 4,87       | 4.056           | 833              | 35029C   |

De gemeente De Haan grenst aan de volgende dorpen en gemeenten:
| - a. Blankenberge (stad Blankenberge) - b. Uitkerke (stad Blankenberge) - c. Nieuwmunster (gemeente Zuienkerke) - d. Houtave (gemeente Zuienkerke) |

| - e. Stalhille (gemeente Jabbeke) - f. Ettelgem (stad Oudenburg) - g. Oudenburg (stad Oudenburg) - h. Bredene (gemeente Bredene) |

### Kaart

De Haan, deelgemeenten en buurgemeenten. De gele gebieden zijn bebouwde kernen.

## Demografie

### Demografische ontwikkeling van de fusiegemeente
Alle historische gegevens hebben betrekking op de huidige gemeente, inclusief deelgemeenten, zoals ontstaan na de fusie van 1 januari 1977.
- Bronnen:NIS, Opm:1831 tot en met 1981=volkstellingen; 1990 en later= inwonertal op 1 januari

| Inwoners van jaar tot jaar op 1 januari 1992 tot heden | Inwoners van jaar tot jaar op 1 januari 1992 tot heden | Inwoners van jaar tot jaar op 1 januari 1992 tot heden |
| jaar                                                   | Aantal                                                 | Evolutie: 1992=index 100                               |
| ------------------------------------------------------ | ------------------------------------------------------ | ------------------------------------------------------ |
| 1992                                                   | 10.596                                                 | 100,0                                                  |
| 1993                                                   | 10.809                                                 | 102,0                                                  |
| 1994                                                   | 10.974                                                 | 103,6                                                  |
| 1995                                                   | 11.125                                                 | 105,0                                                  |
| 1996                                                   | 11.199                                                 | 105,7                                                  |
| 1997                                                   | 11.200                                                 | 105,7                                                  |
| 1998                                                   | 11.230                                                 | 106,0                                                  |
| 1999                                                   | 11.242                                                 | 106,1                                                  |
| 2000                                                   | 11.355                                                 | 107,2                                                  |
| 2001                                                   | 11.418                                                 | 107,8                                                  |
| 2002                                                   | 11.580                                                 | 109,3                                                  |
| 2003                                                   | 11.644                                                 | 109,9                                                  |
| 2004                                                   | 11.717                                                 | 110,6                                                  |
| 2005                                                   | 11.847                                                 | 111,8                                                  |
| 2006                                                   | 11.925                                                 | 112,5                                                  |
| 2007                                                   | 12.177                                                 | 114,9                                                  |
| 2008                                                   | 12.242                                                 | 115,5                                                  |
| 2009                                                   | 12.339                                                 | 116,4                                                  |
| 2010                                                   | 12.401                                                 | 117,0                                                  |
| 2011                                                   | 12.518                                                 | 118,1                                                  |
| 2012                                                   | 12.473                                                 | 117,7                                                  |
| 2013                                                   | 12.563                                                 | 118,6                                                  |
| 2014                                                   | 12.577                                                 | 118,7                                                  |
| 2015                                                   | 12.587                                                 | 118,8                                                  |
| 2016                                                   | 12.622                                                 | 119,1                                                  |
| 2017                                                   | 12.656                                                 | 119,4                                                  |
| 2018                                                   | 12.635                                                 | 119,2                                                  |
| 2019                                                   | 12.666                                                 | 119,5                                                  |
| 2020                                                   | 12.700                                                 | 119,9                                                  |
| 2021                                                   | 12.789                                                 | 120,7                                                  |
| 2022                                                   | 12.740                                                 | 120,2                                                  |
| 2023                                                   | 12.782                                                 | 120,6                                                  |
| 2024                                                   | 12.718                                                 | 120,0                                                  |
| 2025                                                   | 12.627                                                 | 119,2                                                  |

## Politiek

### Structuur
| De Haan          | De Haan          | Supranationaal         | Nationaal                         | Nationaal                         | Gemeenschap               | Gewest                    | Provincie                 | Arrondissement            | Provinciedistrict | Kanton          | Gemeente        |
| ---------------- | ---------------- | ---------------------- | --------------------------------- | --------------------------------- | ------------------------- | ------------------------- | ------------------------- | ------------------------- | ----------------- | --------------- | --------------- |
| Administratief   | Niveau           | Europese Unie          | België                            | België                            | Vlaanderen                | Vlaanderen                | West-Vlaanderen           | Oostende                  | Oostende          | Oostende        | De Haan         |
| Administratief   | Bestuur          | Europese Commissie     | Belgische regering                | Belgische regering                | Vlaamse regering          | Vlaamse regering          | Deputatie                 | Deputatie                 | Deputatie         | Deputatie       | Gemeentebestuur |
| Administratief   | Raad             | Europees Parlement     | Kamer van volksvertegenwoordigers | Kamer van volksvertegenwoordigers | Vlaams Parlement          | Vlaams Parlement          | Provincieraad             | Provincieraad             | Provincieraad     | Provincieraad   | Gemeenteraad    |
| Kiesomschrijving | Kiesomschrijving | Nederlands Kiescollege | Kieskring West-Vlaanderen         | Kieskring West-Vlaanderen         | Kieskring West-Vlaanderen | Kieskring West-Vlaanderen | Kieskring West-Vlaanderen | Oostende-Veurne-Diksmuide | Oostende          | Oostende        | De Haan         |
| Verkiezing       | Verkiezing       | Europese               | Federale                          | Federale                          | Vlaamse                   | Vlaamse                   | Provincieraads-           | Provincieraads-           | Provincieraads-   | Provincieraads- | Gemeenteraads-  |

Sinds het ontstaan van de gemeente in 1977 heeft de De Haan een gemeentebestuur en burgemeester.

### Burgemeesters
| Tijdspanne   | Burgemeester                           |
| ------------ | -------------------------------------- |
| 1977 - 1985  | Marcel Meyers                          |
| 1986 - 2005  | Ivan Cattrysse                         |
| 2006 - 2012  | Christine Beirens (Lijst Burgemeester) |
| 2013 - 2018  | Peter Breemersch (Bewust '12)          |
| 2019 - heden | Wilfried Vandaele (N-VA)               |

### Resultaten gemeenteraadsverkiezingen sinds 1976
| Partij of kartel     | Partij of kartel                                                      | 10-10-1976 | 10-10-1976 | 10-10-1982 | 10-10-1982 | 9-10-1988 | 9-10-1988 | 9-10-1994 | 9-10-1994 | 8-10-2000 | 8-10-2000 | 8-10-2006 | 8-10-2006 | 14-10-2012 | 14-10-2012 | 14-10-2018 | 14-10-2018 | 13-10-2024 | 13-10-2024 |
| Stemmen / Zetels     | Stemmen / Zetels                                                      | %          | 19         | %          | 19         | %         | 19        | %         | 21        | %         | 21        | %         | 21        | %          | 23         | %          | 23         | %          | 23         |
| -------------------- | --------------------------------------------------------------------- | ---------- | ---------- | ---------- | ---------- | --------- | --------- | --------- | --------- | --------- | --------- | --------- | --------- | ---------- | ---------- | ---------- | ---------- | ---------- | ---------- |
|                      | Lijst Burgemeester1/ L.B.+Samen5/ L.B.+Samen+N-VA6/ Open+N-VA7        | 45,931     | 10         | 37,171     | 8          | 45,521    | 10        | 57,781    | 14        | 40,541    | 10        | 49,095    | 12        | 29,636     | 8          | 36,97      | 10         | 45,11      | 12         |
|                      | VU2/ De Haan 20003/ Samen 2000A/ SAMEN4                               | 7,222      | 0          | 12,973     | 2          | 15,48A    | 3         | 31,834    | 7         | 11,454    | 2         | 49,095    | 12        | 29,636     | 8          | 36,97      | 10         | 45,11      | 12         |
|                      | Groen1/ Vooruit-GroenE                                                | -          |            | -          |            | -         |           | -         |           | -         |           | -         |           | 5,591      | 0          | 7,61       | 1          | 5,3E       | 0          |
|                      | SP1/ Samen 2000A/ DOEN2/ sp.a3/ sp.a-CD&VC/ Vooruit!D/ Vooruit-GroenE | 9,951      | 1          | 8,51       | 1          | (*)A      |           | 6,872     | 0         | 6,261     | 0         | 10,813    | 2         | 9,1C       | 1          | 9,4D       | 2          | 5,3E       | 0          |
|                      | CVP1/ DAZB/ sp.a-CD&VC/ Vooruit!D/ Samen Voluit2                      | -          |            | 27,081     | 6          | 25,261    | 5         | -         |           | 13,771    | 3         | 23,52B    | 5         | 9,1C       | 1          | 9,4D       | 2          | 9,92       | 2          |
|                      | PVV1/ DAZB                                                            | -          |            | 14,281     | 2          | 10,981    | 1         | -         |           | -         |           | 23,52B    | 5         | -          |            | -          |            | 34,43      | 9          |
|                      | Bewust '121/ Bewust2 / Bewust Kiezen3                                 | -          |            | -          |            | -         |           | -         |           | -         |           | -         |           | 51,11      | 14         | 37,22      | 10         | 34,43      | 9          |
|                      | Vlaams Blok1/ Vlaams Belang2                                          | -          |            | -          |            | -         |           | 3,521     | 0         | -         |           | 7,042     | 1         | 3,12       | 0          | 4,82       | 0          | 5,32       | 0          |
|                      | NU1/ NU-J. Van Hecke2                                                 | -          |            | -          |            | -         |           | -         |           | 24,081    | 6         | 7,252     | 1         | -          |            | -          |            | -          |            |
|                      | Volks B                                                               | 36,89      | 8          | -          |            | -         |           | -         |           | -         |           | -         |           | -          |            | -          |            | -          |            |
| Anderen(*)           | Anderen(*)                                                            | -          |            | -          |            | 2,77      | 0         | -         |           | 3,9       | 0         | 2,29      | 0         | 1,48       | 0          | 4,1        | 0          | -          |            |
| Totaal stemmen       | Totaal stemmen                                                        | 5422       | 5422       | 6232       | 6232       | 7082      | 7082      | 8038      | 8038      | 8380      | 8380      | 9288      | 9288      | 9719       | 9719       | 9877       | 9877       | 7385       | 7385       |
| Opkomst %            | Opkomst %                                                             |            |            |            |            | 94,33     | 94,33     | 93,37     | 93,37     | 92,25     | 92,25     | 93,88     | 93,88     | 93,08      | 93,08      | 92,7       | 92,7       | 69,1       | 69,1       |
| Blanco en ongeldig % | Blanco en ongeldig %                                                  | 2,91       | 2,91       | 3          | 3          | 3,02      | 3,02      | 3,23      | 3,23      | 3,66      | 3,66      | 3,13      | 3,13      | 3,13       | 3,13       | 3,6        | 3,6        | 1,4        | 1,4        |

De zetels van de gevormde coalitie staan in vet. De grootste partij is in kleur.

(*) 1988: OBUD / 2000: Lijst Vernieuwing door Verjonging / 2006: DORP / 2012: Piratenpartij / 2018: Anders:Beter

## Toerisme
De Haan is niet echt een gemeente die mikt op de eendagstoeristen. Heel wat toeristen hebben er een eigendom. Daarnaast ligt in de gemeente het groot vakantiepark "Park De Haan" van Center Parcs, met subtropisch zwembad en vele andere faciliteiten.
Belangrijkste evenementen zijn: de zeewijding in Wenduine op pinkstermaandag, de ag van de toerist, de Reuzefeesten, de Vosseslagfeesten, Trammelant en de West-Vlaamse Senioren-Kust-Dag.
Om Engelse toeristen te trekken liet koning Leopold II begin 20ste eeuw de Koninklijke Golf Club Oostende aanleggen.
De Haan is per Kusttram bereikbaar vanaf station Oostende, Blankenberge en Knokke, maar ook vanuit alle andere badplaatsen; en met bus 31 vanaf Brugge; altijd via Wenduine. Dit is de voormalige buslijn 790. Vanuit Oostende is De Haan via Bredene-Dorp en Klemskerke 2x per dag ook bereikbaar met buslijn 46, maar die komt niet in het centrum en niet bij de Kusttram. Voorheen was dit lijn 766.

## Bezienswaardigheden
Het tramstation is hét "uithangbord" en een van de belangrijkste monumenten. Tevens is het het enige oude Belgische tramstation waar nog een reguliere tram komt.

## Bekende inwoners
- Albert Einstein woonde in 1933 van eind maart tot september in De Haan. Na een verblijf als gastprofessor in de Verenigde Staten, kwam hij op zijn terugreis naar Duitsland in maart 1933 aan in de Antwerpse haven. Op 28 maart 1933 meert de SS Belgenland van de Red Star Line aan. Einstein was vergezeld van zijn vrouw (en nicht) Elsa Einstein-Koch.  Tijdens de twintig dagen durende zeereis vernam hij dat zijn huis in Caputh, bij Berlijn, doorzocht was door de nazi’s. Amper in België aangekomen, stuurde hij zijn ontslagbrief naar de Pruisische Academie der Wetenschappen in Berlijn. Via Arthur De Groodt van de Gentse universiteit betrok Einstein het linkergedeelte van de dubbelvilla ‘Savoyarde’ in de Shakespearelaan. Later kwamen ook zijn stiefdochter Margot en Ilsa, zijn assistent Walther Mayer en zijn secretaresse Helen Dukas bij hen inwonen. Op verzoek van Elsa en de Belgische koninklijke familie – met wie Einstein bevriend was – bewaakten twee rijkswachters permanent de beroemde natuurkundige en zijn entourage. Hij ontmoette er James Ensor en Alfons Blomme. Uiteindelijk werd het voor Einstein ook in België te gevaarlijk en op 9 september 1933 verliet hij incognito De Haan, richting Engeland waar hij een tijdje bleef. Op 17 oktober 1933 vertrok hij voorgoed naar de Verenigde Staten.[12]
- Marva, zangeres
- Koen Crucke, Vlaams zanger, acteur, auteur en politicus.[13]

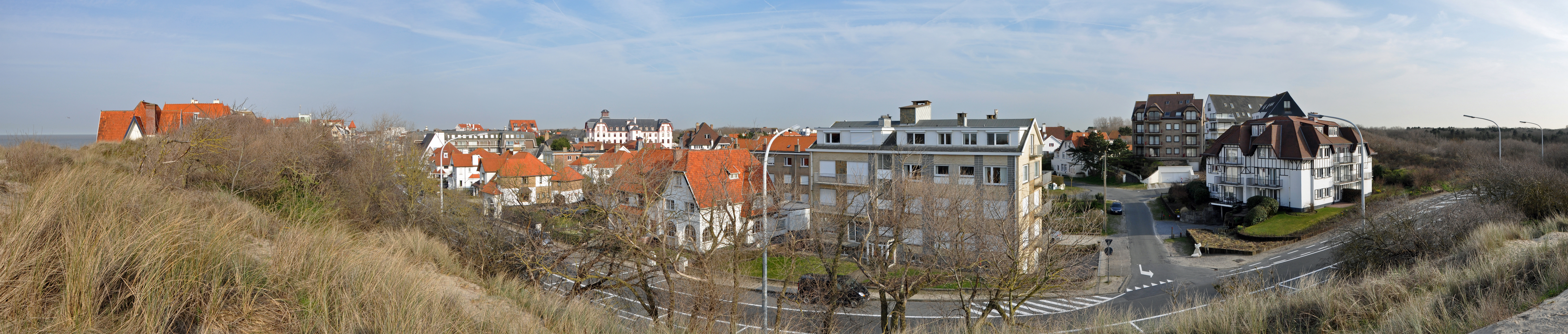
Panorama van De Haan, gezien vanuit het zuidwesten

- Wim Bruynooghe, modeontwerper.

## Galerij

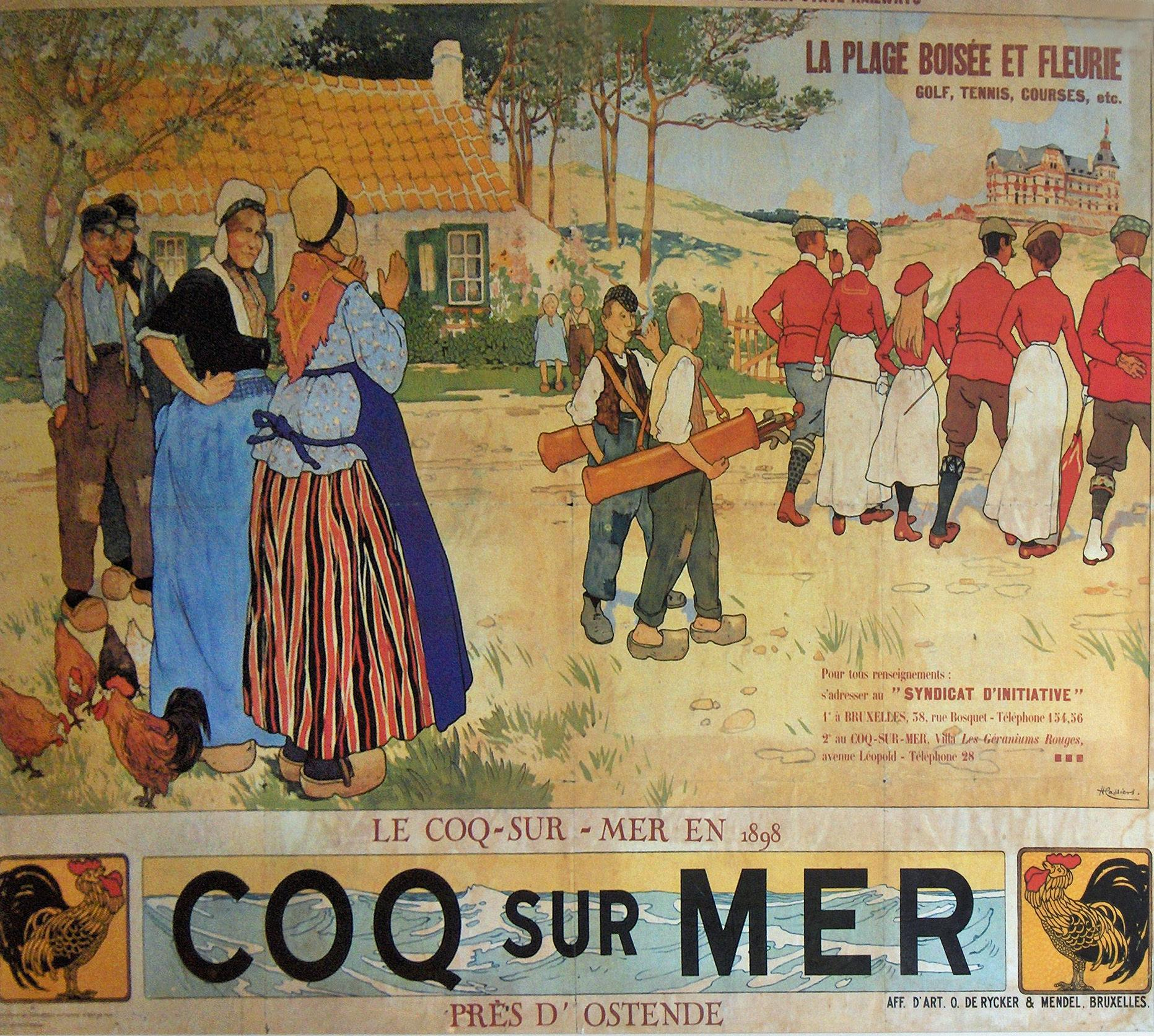
Poster "Le Coq-sur-Mer", 1898
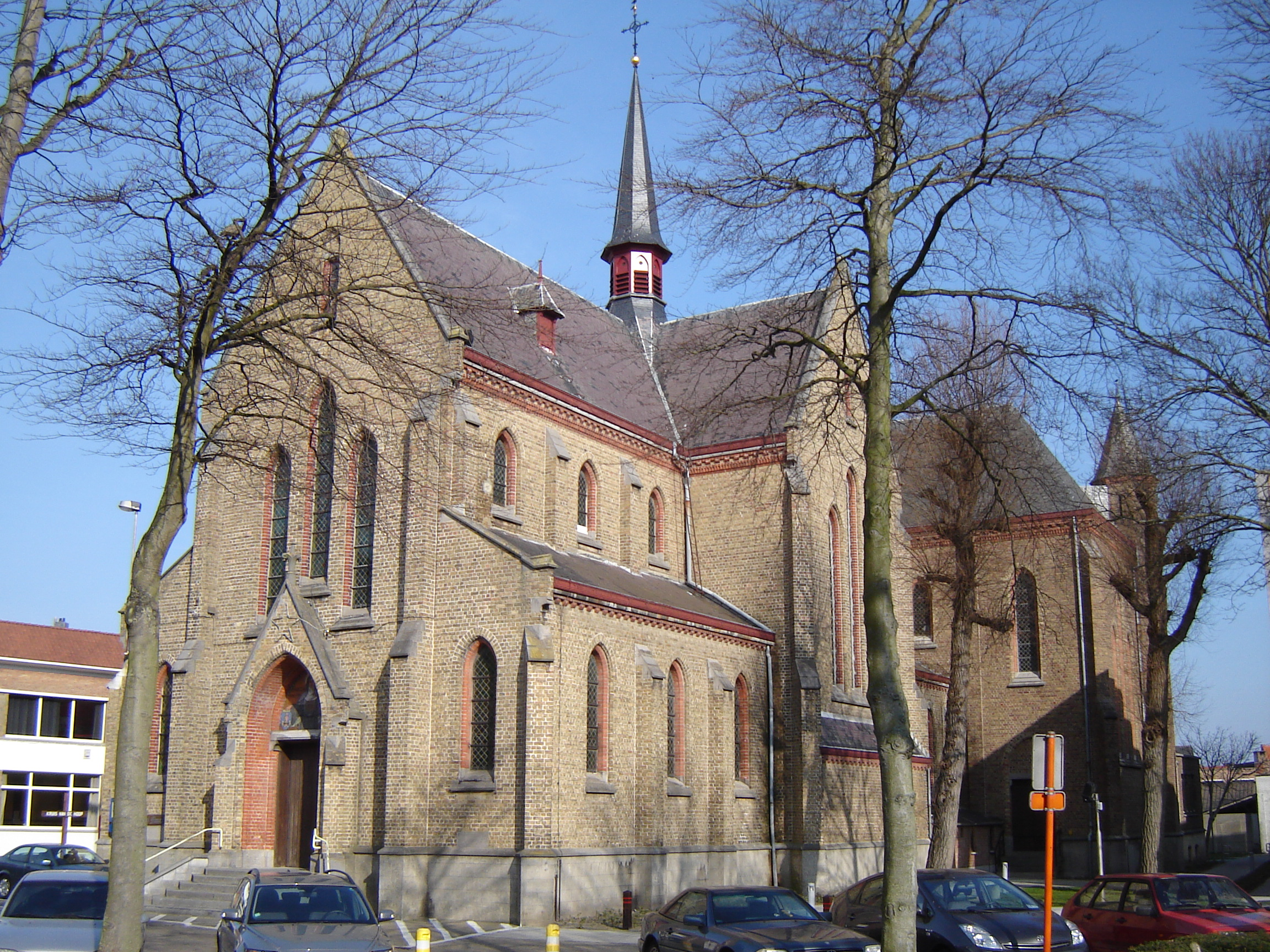
Sint-Monicakerk
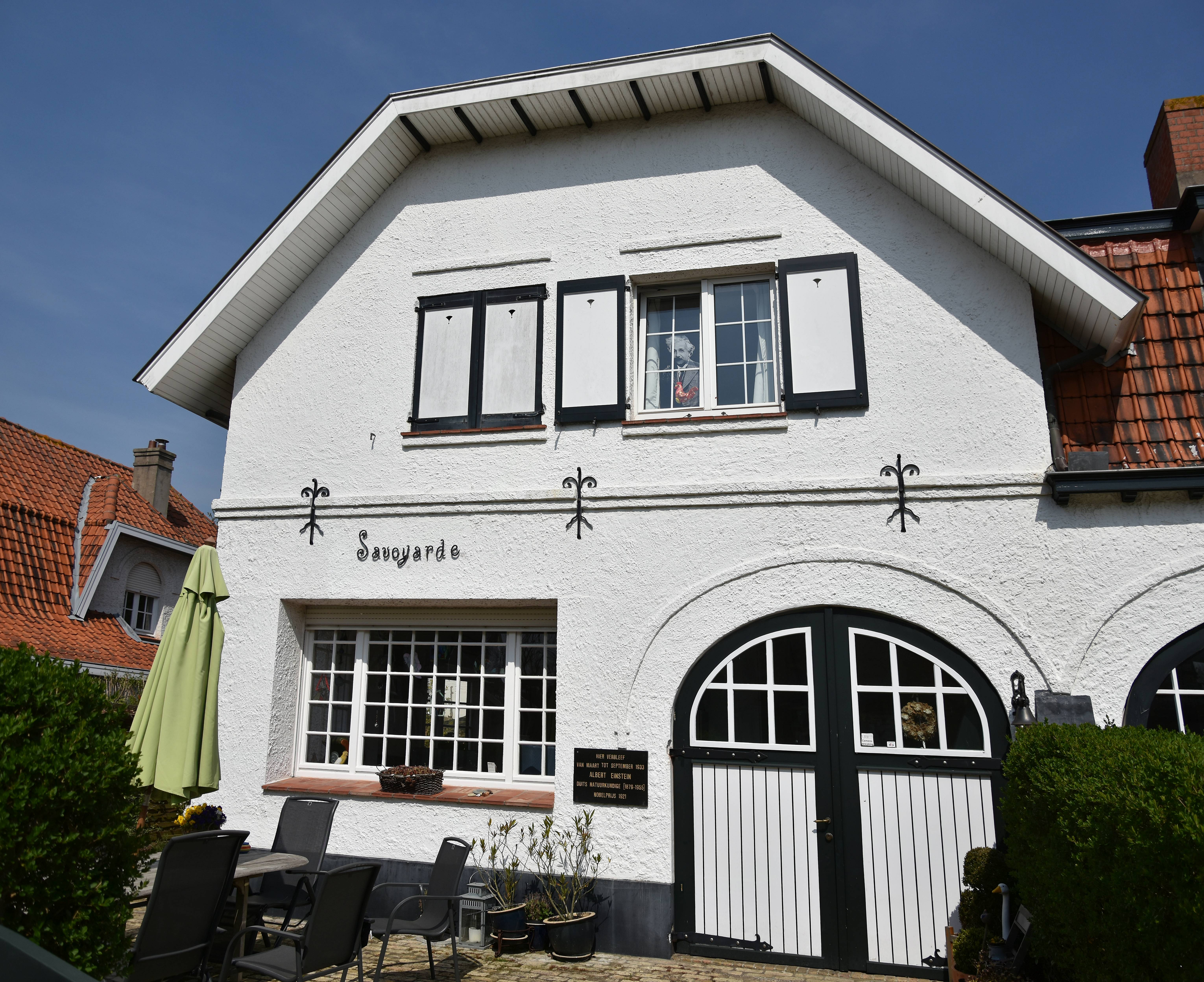
Savoyarde waar Albert Einstein verbleef
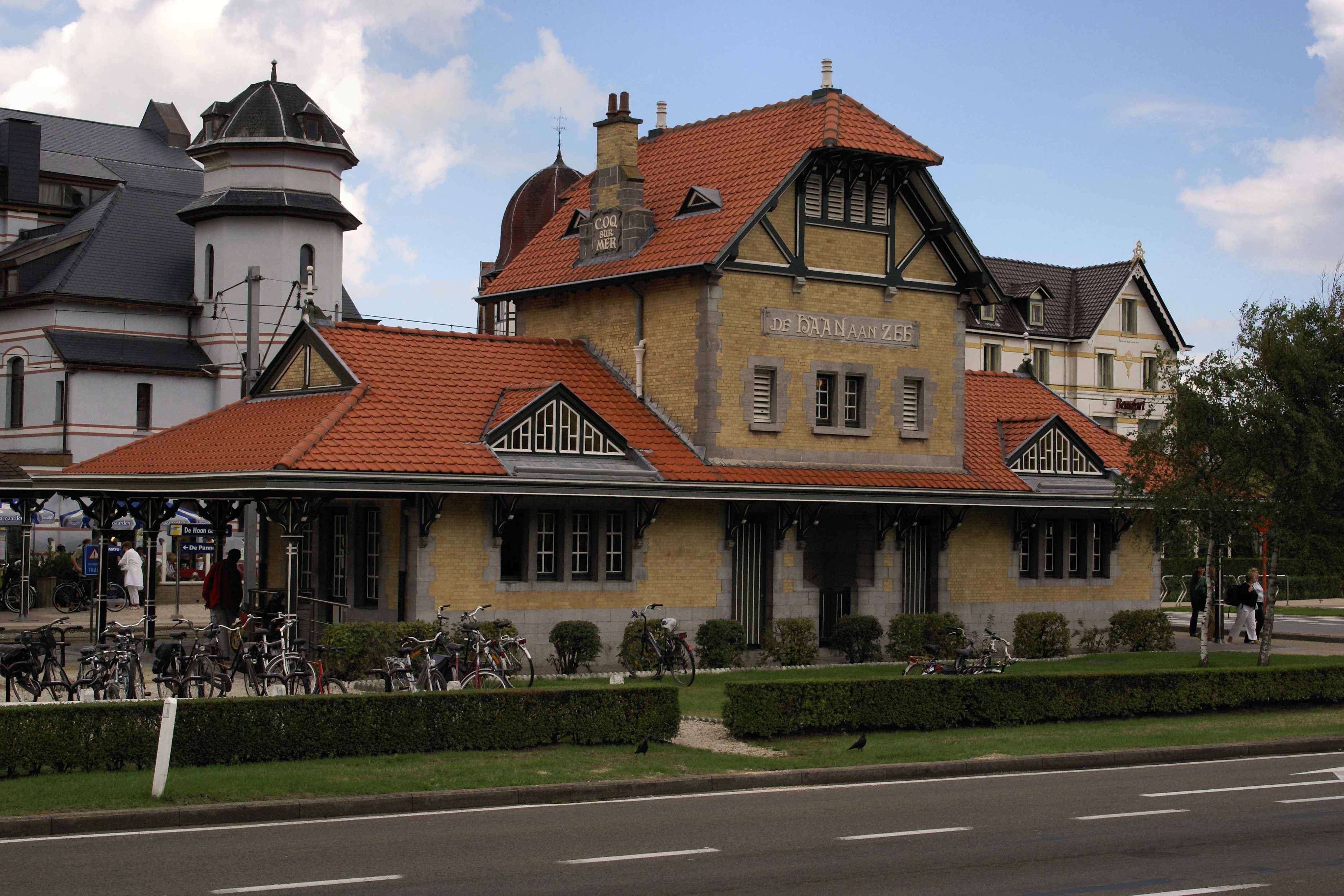
Tramstation De Haan aan Zee
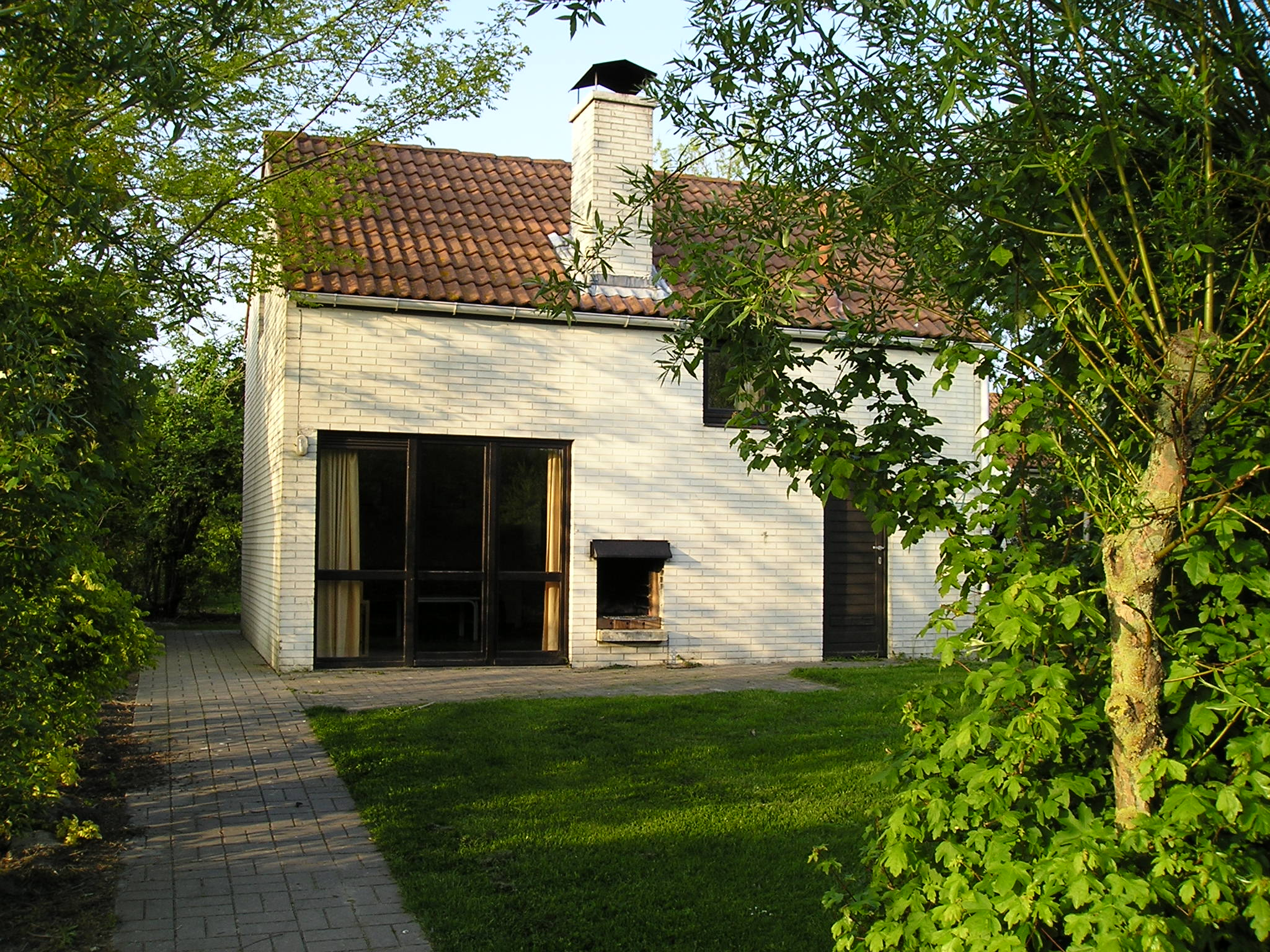
Vakantiehuis (Sunparks)
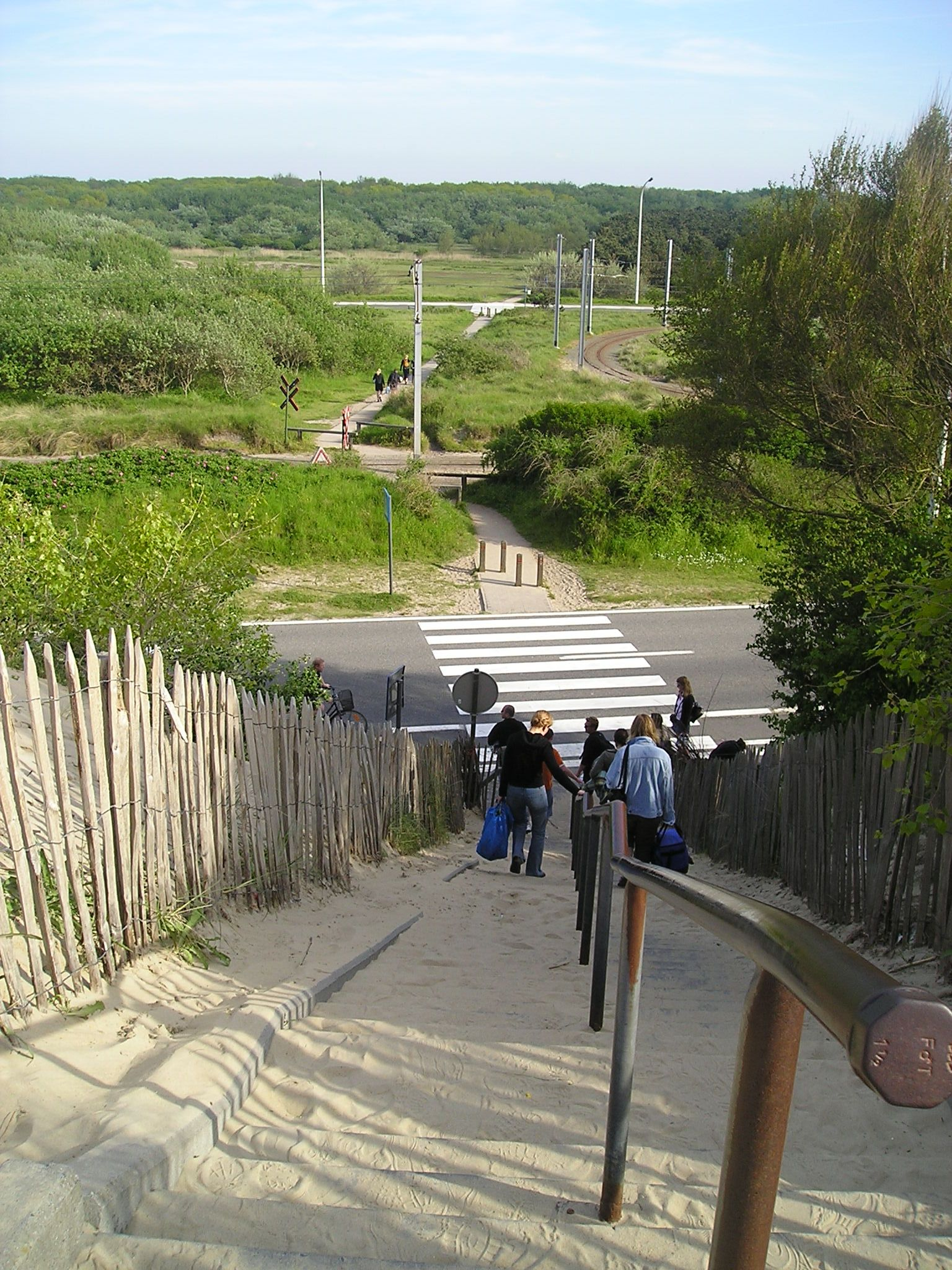
De duinen tussen De Haan en Wenduine
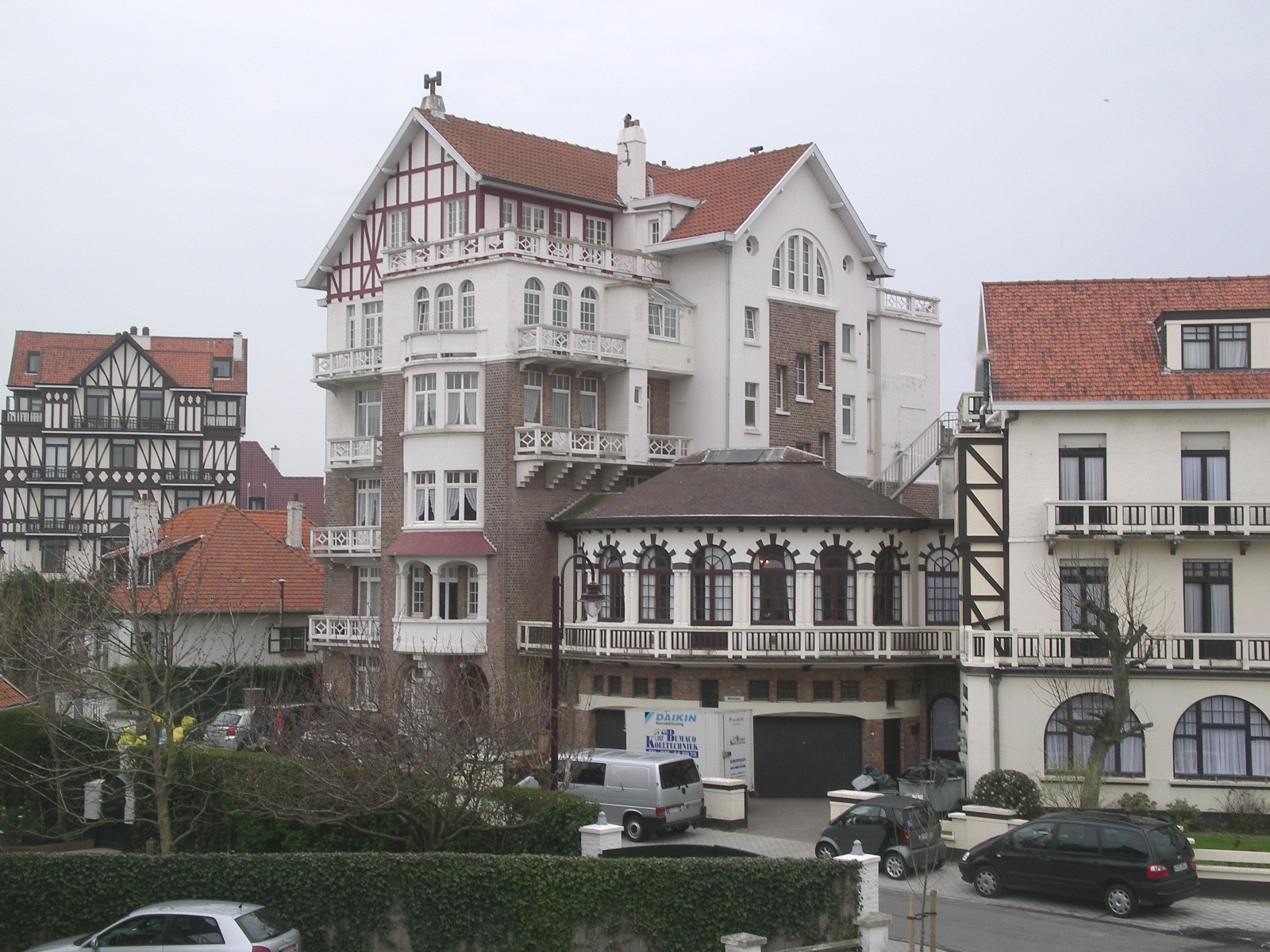
Straat in de Concessie
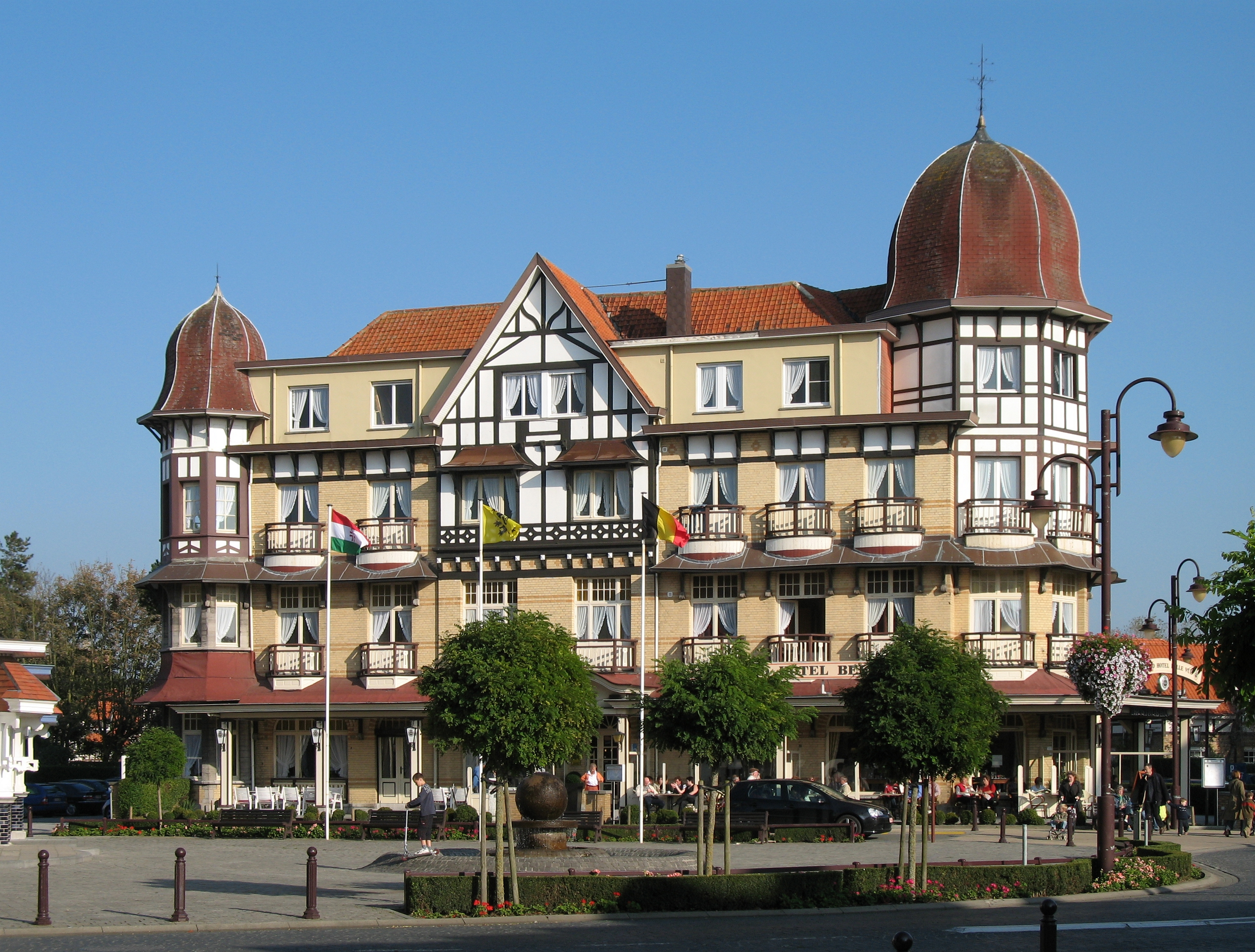
Het Belle Vue Hotel
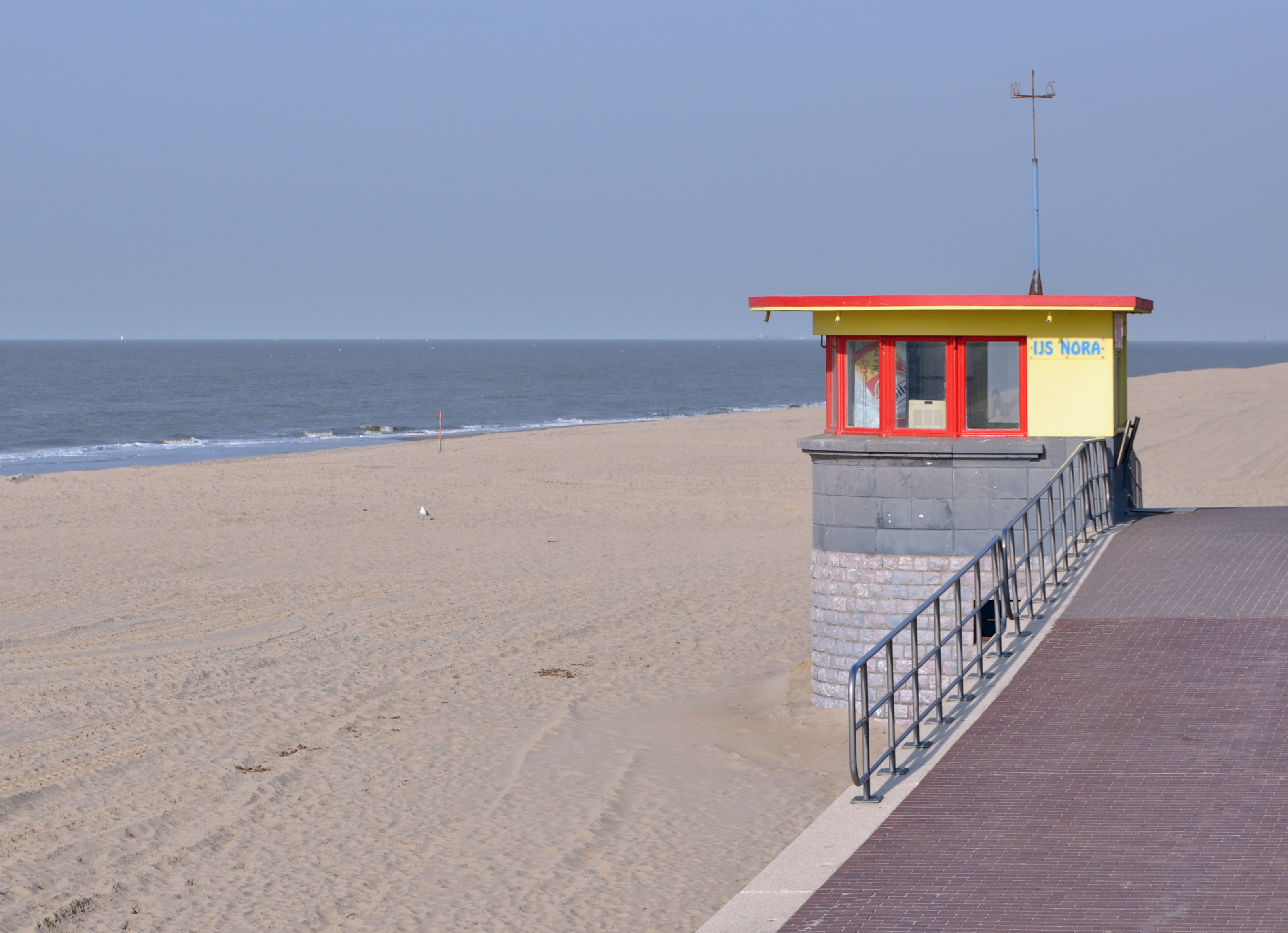
Het strand in maart 2011, voor de plaatsing van de strandaccommodatie
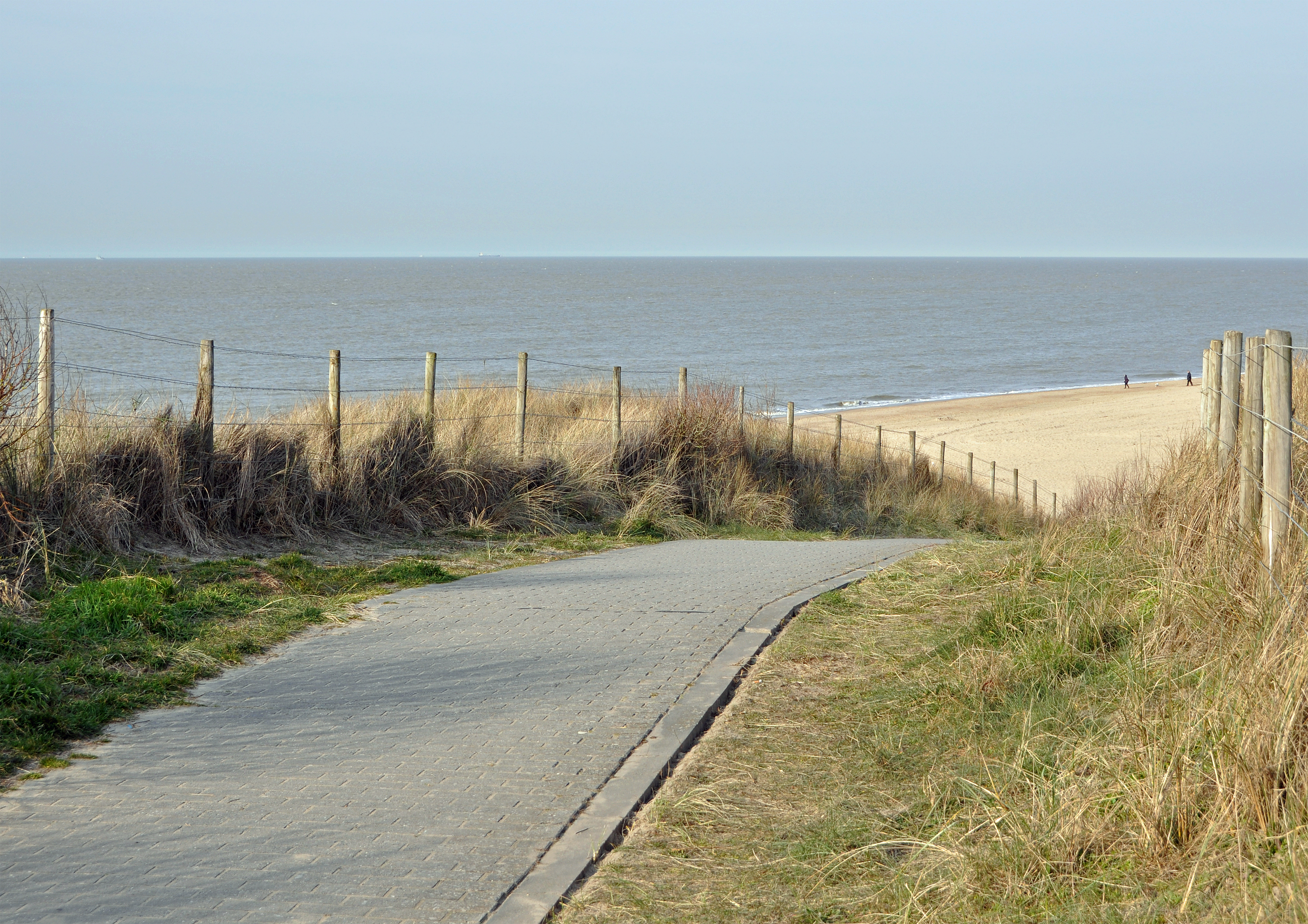
Duinpad, strand en Noordzee
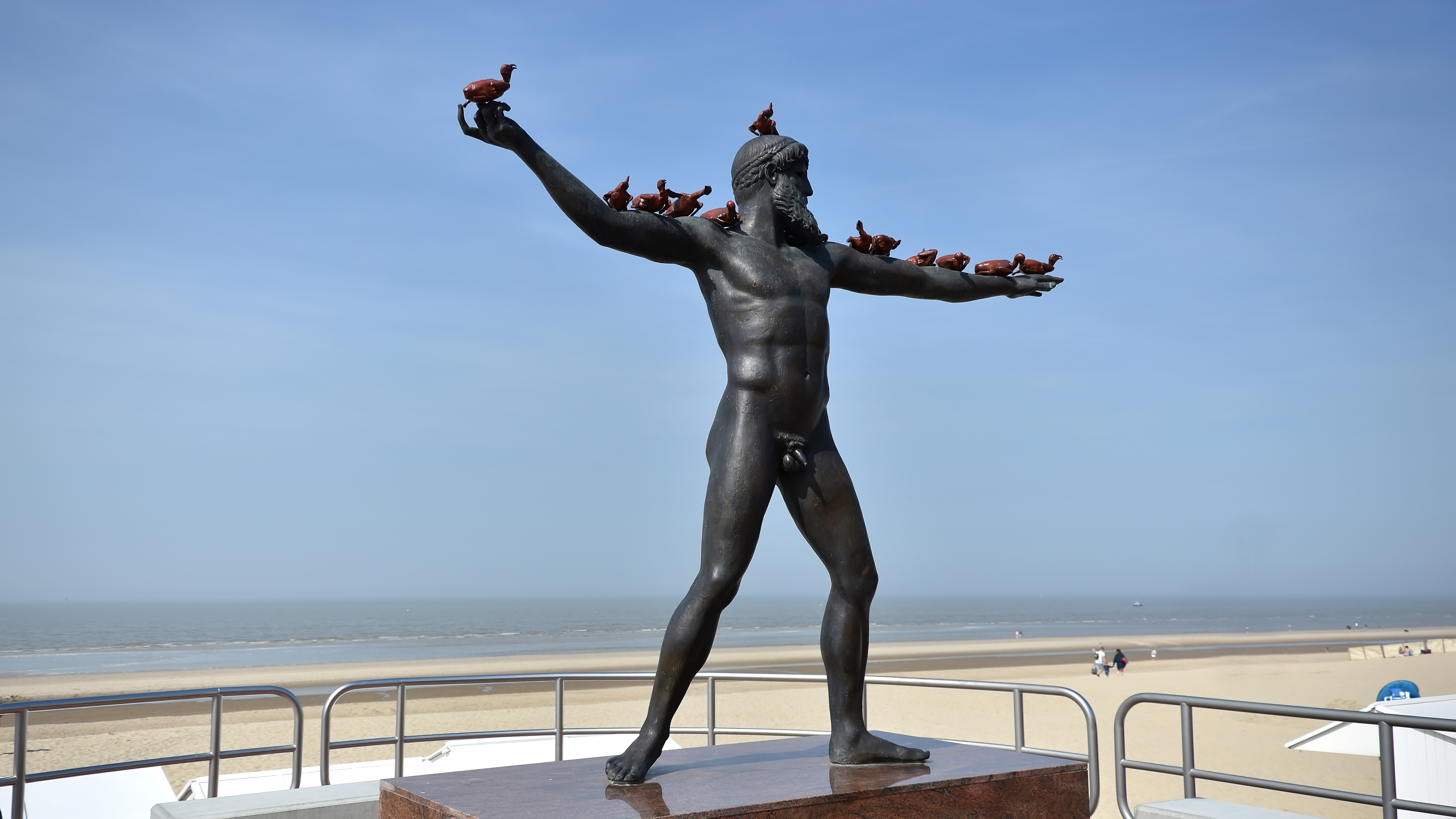
Eternity-Poseidon van Xu Zhen op de zeedijk